# 2020년 하계 올림픽 핸드볼 여자
제32회 하계 올림픽 핸드볼 여자 종목은 일본 국립 요요기 경기장에서 2021년 7월 25일부터 8월 8일까지 열린다.

## 참가국
| 대회                             | 일정                         | 개최지                 | 할당된 진출권 | 진출권 획득 국가            |
| -------------------------------- | ---------------------------- | ---------------------- | ------------- | --------------------------- |
| 2020년 하계 올림픽 개최국        | -                            | -                      | 1             | 일본                        |
| 2018년 유럽 여자 핸드볼 챔피언십 | 2018년 11월 29일 ~ 12월 16일 | 프랑스                 | 1             | 프랑스                      |
| 2019년 팬아메리칸 게임           | 2019년 7월 24일 ~ 7월 30일   | 페루, 리마             | 1             | 브라질                      |
| 아시아 예선                      | 2019년 9월 23일 ~ 9월 29일   | 중국, 추저우시         | 1             | 대한민국                    |
| 아프리카 예선                    | 2019년 9월 26일 ~ 9월 29일   | 세네갈, 다카르         | 1             | 앙골라                      |
| 2019년 여자 핸드볼 월드 챔피언십 | 2019년 11월 29일 ~ 12월 15일 | 일본                   | 1             | 네덜란드                    |
| 2020년 하계 올림픽 최종 예선     | 2021년 3월 19일 ~ 3월 21일   | 스페인, 발렌시아       | 2             | 스페인 스웨덴               |
| 2020년 하계 올림픽 최종 예선     | 2021년 3월 19일 ~ 3월 21일   | 헝가리, 죄르           | 2             | 헝가리 러시아 올림픽 위원회 |
| 2020년 하계 올림픽 최종 예선     | 2021년 3월 19일 ~ 3월 21일   | 몬테네그로, 포드고리차 | 2             | 몬테네그로 노르웨이         |
| 합계                             | 합계                         | 합계                   | 12            | 12                          |

### A조
- 일본 (개최국)
- 앙골라
- 대한민국
- 몬테네그로
- 네덜란드
- 노르웨이

### B조
- 브라질
- 스페인
- 프랑스
- 헝가리
- 러시아 올림픽 위원회
- 스웨덴

## 예선

### 7월 25일
- A조

| 2021년 7월 25일 9:00 | 네덜란드 | 32 - 21 | 일본  | 국립 요요기 경기장 심판: GARCIA Mariana PAOLANTONI Maria Ines |
| 2021년 7월 25일 9:00 |          |         |       | 국립 요요기 경기장 심판: GARCIA Mariana PAOLANTONI Maria Ines |
| 2021년 7월 25일 9:00 | 1×       |         | 3× 1× | 국립 요요기 경기장 심판: GARCIA Mariana PAOLANTONI Maria Ines |

| 2021년 7월 25일 14:15 | 몬테네그로 | 33 - 22 | 앙골라 | 국립 요요기 경기장 심판: ALPAIDZE Viktoriia BEREZKINA Tatiana |
| 2021년 7월 25일 14:15 |            |         |        | 국립 요요기 경기장 심판: ALPAIDZE Viktoriia BEREZKINA Tatiana |
| 2021년 7월 25일 14:15 | 3× 2×      |         | 5×     | 국립 요요기 경기장 심판: ALPAIDZE Viktoriia BEREZKINA Tatiana |

| 2021년 7월 25일 16:15 | 노르웨이 | 39 - 27 | 대한민국 | 국립 요요기 경기장 심판: BONAVENTURA Charlotte BONAVENTURA Julie |
| 2021년 7월 25일 16:15 |          |         |          | 국립 요요기 경기장 심판: BONAVENTURA Charlotte BONAVENTURA Julie |
| 2021년 7월 25일 16:15 | 5×       |         | 2× 1×    | 국립 요요기 경기장 심판: BONAVENTURA Charlotte BONAVENTURA Julie |

- B조

| 2021년 7월 25일 11:00 | 러시아 올림픽 위원회 | 24 - 24 | 브라질 | 국립 요요기 경기장 |
| 2021년 7월 25일 11:00 |                      |         |        | 국립 요요기 경기장 |
| 2021년 7월 25일 11:00 | 3× 2×                |         | 4× 1×  | 국립 요요기 경기장 |

| 2021년 7월 25일 19:30 | 스페인 | 24 - 31 | 스웨덴 | 국립 요요기 경기장 |
| 2021년 7월 25일 19:30 |        |         |        | 국립 요요기 경기장 |
| 2021년 7월 25일 19:30 | 3× 1×  |         | 2×     | 국립 요요기 경기장 |

| 2021년 7월 25일 21:30 | 헝가리 | 29 : 30 | 프랑스 | 국립 요요기 경기장 |
| 2021년 7월 25일 21:30 |        |         |        | 국립 요요기 경기장 |
| 2021년 7월 25일 21:30 | 3×     |         | 4× 1×  | 국립 요요기 경기장 |

### 7월 27일
- A조

| 2021년 7월 27일 9:00 | 일본  | 29 - 26 | 몬테네그로 | 국립 요요기 경기장 |
| 2021년 7월 27일 9:00 |       |         |            | 국립 요요기 경기장 |
| 2021년 7월 27일 9:00 | 8× 1× |         | 3× 2×      | 국립 요요기 경기장 |

| 2021년 7월 27일 16:15 | 대한민국 | 36 - 43 | 네덜란드 | 국립 요요기 경기장 |
| 2021년 7월 27일 16:15 |          |         |          | 국립 요요기 경기장 |
| 2021년 7월 27일 16:15 | 2× 1×    |         | 7× 2×    | 국립 요요기 경기장 |

| 2021년 7월 27일 19:30 | 앙골라 | 21 - 30 | 노르웨이 | 국립 요요기 경기장 |
| 2021년 7월 27일 19:30 |        |         |          | 국립 요요기 경기장 |
| 2021년 7월 27일 19:30 | 4×     |         | 3× 2×    | 국립 요요기 경기장 |

- B조

| 2021년 7월 27일 11:00 | 브라질 | 33 - 27 | 헝가리 | 국립 요요기 경기장 |
| 2021년 7월 27일 11:00 |        |         |        | 국립 요요기 경기장 |
| 2021년 7월 27일 11:00 | 4× 1×  |         | 3×     | 국립 요요기 경기장 |

| 2021년 7월 27일 14:15 | 스웨덴 | 36 - 24 | 러시아 올림픽 위원회 | 국립 요요기 경기장 |
| 2021년 7월 27일 14:15 |        |         |                      | 국립 요요기 경기장 |
| 2021년 7월 27일 14:15 | 1×     |         | 4× 1×                | 국립 요요기 경기장 |

| 2021년 7월 27일 21:30 | 프랑스 | 25 - 28 | 스페인 | 국립 요요기 경기장 |
| 2021년 7월 27일 21:30 |        |         |        | 국립 요요기 경기장 |
| 2021년 7월 27일 21:30 | 3× 2×  |         | 5× 2×  | 국립 요요기 경기장 |

### 7월 29일
- A조

| 2021년 7월 29일 09:00 | 네덜란드 | 37 - 28 | 앙골라 | 국립 요요기 경기장 |
| 2021년 7월 29일 09:00 |          |         |        | 국립 요요기 경기장 |
| 2021년 7월 29일 09:00 | 1×       |         | 5×     | 국립 요요기 경기장 |

| 2021년 7월 29일 14:15 | 일본  | 24 - 27 | 대한민국 | 국립 요요기 경기장 |
| 2021년 7월 29일 14:15 |       |         |          | 국립 요요기 경기장 |
| 2021년 7월 29일 14:15 | 3× 1× |         | 3×       | 국립 요요기 경기장 |

| 2021년 7월 29일 16:15 | 몬테네그로 | 23 - 35 | 노르웨이 | 국립 요요기 경기장 |
| 2021년 7월 29일 16:15 |            |         |          | 국립 요요기 경기장 |
| 2021년 7월 29일 16:15 | 3× 2×      |         | 3×       | 국립 요요기 경기장 |

- B조

| 2021년 7월 29일 11:00 | 스페인 | 27 - 23 | 브라질 | 국립 요요기 경기장 |
| 2021년 7월 29일 11:00 |        |         |        | 국립 요요기 경기장 |
| 2021년 7월 29일 11:00 | 1×     |         | 3× 1×  | 국립 요요기 경기장 |

| 2021년 7월 29일 19:30 | 헝가리 | 31 - 38 | 러시아 올림픽 위원회 | 국립 요요기 경기장 |
| 2021년 7월 29일 19:30 |        |         |                      | 국립 요요기 경기장 |
| 2021년 7월 29일 19:30 | 5× 1×  |         | 5× 1×                | 국립 요요기 경기장 |

| 2021년 7월 29일 19:30 | 스웨덴 | 28 - 28 | 프랑스 | 국립 요요기 경기장 |
| 2021년 7월 29일 19:30 |        |         |        | 국립 요요기 경기장 |
| 2021년 7월 29일 19:30 | 3× 1×  |         | 4× 1×  | 국립 요요기 경기장 |

### 7월 31일
- A조

| 2021년 7월 31일 9:00 | 앙골라 | 28 - 25 | 일본 | 국립 요요기 경기장 |
| 2021년 7월 31일 9:00 |        |         |      | 국립 요요기 경기장 |
| 2021년 7월 31일 9:00 | 2× 1×  |         | 1×   | 국립 요요기 경기장 |

| 2021년 7월 31일 11:00 | 몬테네그로 | 28 - 26 | 대한민국 | 국립 요요기 경기장 |
| 2021년 7월 31일 11:00 |            |         |          | 국립 요요기 경기장 |
| 2021년 7월 31일 11:00 | 4× 2×      |         | 3×       | 국립 요요기 경기장 |

| 2021년 7월 31일 21:30 | 노르웨이 | 29 - 27 | 네덜란드 | 국립 요요기 경기장 |
| 2021년 7월 31일 21:30 |          |         |          | 국립 요요기 경기장 |
| 2021년 7월 31일 21:30 | 2×       |         | 3×       | 국립 요요기 경기장 |

- B조

| 2021년 7월 31일 14:15 | 러시아 올림픽 위원회 | 28 - 27 | 프랑스 | 국립 요요기 경기장 |
| 2021년 7월 31일 14:15 |                      |         |        | 국립 요요기 경기장 |
| 2021년 7월 31일 14:15 | 1× 2×                |         | 2× 1×  | 국립 요요기 경기장 |

| 2021년 7월 31일 16:15 | 브라질 | 31 - 34 | 스웨덴 | 국립 요요기 경기장 |
| 2021년 7월 31일 16:15 |        |         |        | 국립 요요기 경기장 |
| 2021년 7월 31일 16:15 | 4× 1×  |         | 5×     | 국립 요요기 경기장 |

| 2021년 7월 31일 19:30 | 헝가리 | 29 - 25 | 스페인 | 국립 요요기 경기장 |
| 2021년 7월 31일 19:30 |        |         |        | 국립 요요기 경기장 |
| 2021년 7월 31일 19:30 | 5× 1×  |         | 2×     | 국립 요요기 경기장 |

### 8월 2일
- A조

| 2021년 8월 2일 9:00 | 대한민국 | 31 - 31 | 앙골라 | 국립 요요기 경기장 |
| 2021년 8월 2일 9:00 |          |         |        | 국립 요요기 경기장 |
| 2021년 8월 2일 9:00 |          | 7×      |        | 국립 요요기 경기장 |

| 2021년 8월 2일 19:30 | 네덜란드 | 30 - 29 | 몬테네그로 | 국립 요요기 경기장 |
| 2021년 8월 2일 19:30 |          |         |            | 국립 요요기 경기장 |
| 2021년 8월 2일 19:30 | 5× 1×    |         | 3× 2×      | 국립 요요기 경기장 |

| 2021년 8월 2일 21:30 | 노르웨이 | 37 - 25 | 일본  | 국립 요요기 경기장 |
| 2021년 8월 2일 21:30 |          |         |       | 국립 요요기 경기장 |
| 2021년 8월 2일 21:30 | 3×       |         | 1× 2× | 국립 요요기 경기장 |

- B조

| 2021년 8월 2일 11:00 | 프랑스 | 29 - 22 | 브라질 | 국립 요요기 경기장 |
| 2021년 8월 2일 11:00 |        |         |        | 국립 요요기 경기장 |
| 2021년 8월 2일 11:00 | 2×     |         | 2×     | 국립 요요기 경기장 |

| 2021년 8월 2일 14:15 | 스페인 | 31 - 34 | 러시아 올림픽 위원회 | 국립 요요기 경기장 |
| 2021년 8월 2일 14:15 |        |         |                      | 국립 요요기 경기장 |
| 2021년 8월 2일 14:15 | 1×     |         | 2×                   | 국립 요요기 경기장 |

| 2021년 8월 2일 16:15 | 헝가리 | 26 - 23 | 스웨덴 | 국립 요요기 경기장 |
| 2021년 8월 2일 16:15 |        |         |        | 국립 요요기 경기장 |
| 2021년 8월 2일 16:15 | 1×     |         | 5×     | 국립 요요기 경기장 |

### 조별 예선 순위

#### A조
| 순위 | 팀         | 승 | 무 | 패 | 득  | 실  | 차  | 승점 |
| ---- | ---------- | -- | -- | -- | --- | --- | --- | ---- |
| 1    | 노르웨이   | 5  | 0  | 0  | 170 | 123 | 47  | 10   |
| 2    | 네덜란드   | 4  | 0  | 1  | 169 | 143 | 26  | 8    |
| 3    | 몬테네그로 | 2  | 0  | 3  | 139 | 142 | -3  | 4    |
| 4    | 대한민국   | 1  | 1  | 3  | 147 | 165 | -18 | 3    |
| 5    | 앙골라     | 1  | 1  | 3  | 130 | 156 | -26 | 3    |
| 6    | 일본       | 1  | 0  | 4  | 124 | 150 | -26 | 2    |

#### B조
| 순위 | 팀                   | 승 | 무 | 패 | 득  | 실  | 차 | 승점 |
| ---- | -------------------- | -- | -- | -- | --- | --- | -- | ---- |
| 1    | 스웨덴               | 3  | 1  | 1  | 152 | 133 | 19 | 7    |
| 2    | 러시아 올림픽 위원회 | 3  | 1  | 1  | 148 | 149 | -1 | 7    |
| 3    | 프랑스               | 2  | 1  | 2  | 139 | 135 | 4  | 5    |
| 4    | 헝가리               | 2  | 0  | 3  | 142 | 149 | -7 | 4    |
| 5    | 스페인               | 2  | 0  | 3  | 135 | 142 | -7 | 4    |
| 6    | 브라질               | 1  | 1  | 3  | 133 | 141 | -8 | 3    |

## 본선
|  | 8강전                | 8강전                |                      |    | 준결승전   | 준결승전   |  |  | 결승전 | 결승전 |
|  |                      |                      |                      |    |            |            |  |  |        |        |
|  | 8월 4일              |                      |                      |    |            |            |  |  |        |        |
|  |                      |                      |                      |    |            |            |  |  |        |        |
|  | 몬테네그로           | 26                   |                      |    |            |            |  |  |        |        |
|  | 몬테네그로           | 26                   | 8월 6일              |    |            |            |  |  |        |        |
|  | 러시아 올림픽 위원회 | 32                   |                      |    |            |            |  |  |        |        |
|  | 러시아 올림픽 위원회 | 32                   | 프랑스               | 29 |            |            |  |  |        |        |
|  | 8월 4일              |                      | 프랑스               | 29 |            |            |  |  |        |        |
|  |                      | 스웨덴               | 27                   |    |            |            |  |  |        |        |
|  | 노르웨이             | 스웨덴               | 27                   | 26 |            |            |  |  |        |        |
|  | 노르웨이             |                      | 8월 8일              | 26 |            |            |  |  |        |        |
|  | 헝가리               | 22                   |                      |    |            |            |  |  |        |        |
|  | 헝가리               | 22                   | 러시아 올림픽 위원회 | 25 |            |            |  |  |        |        |
|  | 8월 4일              |                      | 러시아 올림픽 위원회 | 25 |            |            |  |  |        |        |
|  |                      | 프랑스               | 30                   |    |            |            |  |  |        |        |
|  | 스웨덴               | 프랑스               | 30                   | 39 |            |            |  |  |        |        |
|  | 스웨덴               | 8월 6일              |                      | 39 |            |            |  |  |        |        |
|  | 대한민국             | 30                   |                      |    |            |            |  |  |        |        |
|  | 대한민국             | 30                   | 노르웨이             | 26 |            |            |  |  |        |        |
|  | 8월 4일              |                      | 노르웨이             | 26 |            |            |  |  |        |        |
|  |                      | 러시아 올림픽 위원회 | 27                   |    | 3위 결정전 | 3위 결정전 |  |  |        |        |
|  | 프랑스               | 러시아 올림픽 위원회 | 27                   | 32 | 3위 결정전 | 3위 결정전 |  |  |        |        |
|  | 프랑스               |                      | 8월 8일              | 32 |            |            |  |  |        |        |
|  | 네덜란드             | 22                   |                      |    |            |            |  |  |        |        |
|  | 네덜란드             | 22                   | 노르웨이             | 36 |            |            |  |  |        |        |
|  |                      |                      |                      |    |            |            |  |  |        |        |
|  | 스웨덴               | 19                   |                      |    |            |            |  |  |        |        |
|  | 스웨덴               | 19                   |                      |    |            |            |  |  |        |        |

### 8강전
| 2021년 8월 4일 9:30 | 몬테네그로 | 26 - 32 | 러시아 올림픽 위원회 | 국립 요요기 경기장 |
| 2021년 8월 4일 9:30 |            |         |                      | 국립 요요기 경기장 |
| 2021년 8월 4일 9:30 | 1× 2×      |         | 7×                   | 국립 요요기 경기장 |

| 2021년 8월 4일 13:15 | 노르웨이 | 26 - 22 | 헝가리 | 국립 요요기 경기장 |
| 2021년 8월 4일 13:15 |          |         |        | 국립 요요기 경기장 |
| 2021년 8월 4일 13:15 |          | 2×      |        | 국립 요요기 경기장 |

| 2021년 8월 4일 17:00 | 스웨덴 | 39 - 30 | 대한민국 | 국립 요요기 경기장 |
| 2021년 8월 4일 17:00 |        |         |          | 국립 요요기 경기장 |
| 2021년 8월 4일 17:00 | 3× 1×  |         | 4×       | 국립 요요기 경기장 |

| 2021년 8월 4일 20:45 | 프랑스 | 32 - 22 | 네덜란드 | 국립 요요기 경기장 |
| 2021년 8월 4일 20:45 |        |         |          | 국립 요요기 경기장 |
| 2021년 8월 4일 20:45 | 1×     |         | 4×       | 국립 요요기 경기장 |

### 준결승전
| 2021년 8월 6일 17:00 | 프랑스 | 29 - 27 | 스웨덴 | 국립 요요기 경기장 |
| 2021년 8월 6일 17:00 |        |         |        | 국립 요요기 경기장 |
| 2021년 8월 6일 17:00 | 6× 1×  |         | 4× 1×  | 국립 요요기 경기장 |

| 2021년 8월 6일 21:00 | 노르웨이 | 26 - 27 | 러시아 올림픽 위원회 | 국립 요요기 경기장 |
| 2021년 8월 6일 21:00 |          |         |                      | 국립 요요기 경기장 |
| 2021년 8월 6일 21:00 | 4× 1×    |         | 3× 1×                | 국립 요요기 경기장 |

### 동메달 결정전
| 2021년 8월 8일 11:00 | 노르웨이 | 36 - 19 | 스웨덴 | 국립 요요기 경기장 |
| 2021년 8월 8일 11:00 |          |         |        | 국립 요요기 경기장 |
| 2021년 8월 8일 11:00 | 3× 1×    |         | 3×     | 국립 요요기 경기장 |

### 결승전
| 2021년 8월 8일 15:00 | 러시아 올림픽 위원회 | 25 - 30 | 프랑스 | 국립 요요기 경기장 |
| 2021년 8월 8일 15:00 |                      |         |        | 국립 요요기 경기장 |
| 2021년 8월 8일 15:00 | 5× 1×                |         | 5× 1×  | 국립 요요기 경기장 |

## 최종 순위
| 종목        | 금     | 은                   | 동       |
| 핸드볼 여자 | 프랑스 | 러시아 올림픽 위원회 | 노르웨이 |

## 같이 보기
- 2020년 하계 올림픽 핸드볼
- 2020년 하계 올림픽 핸드볼 남자